# Elisha Scott Loomis

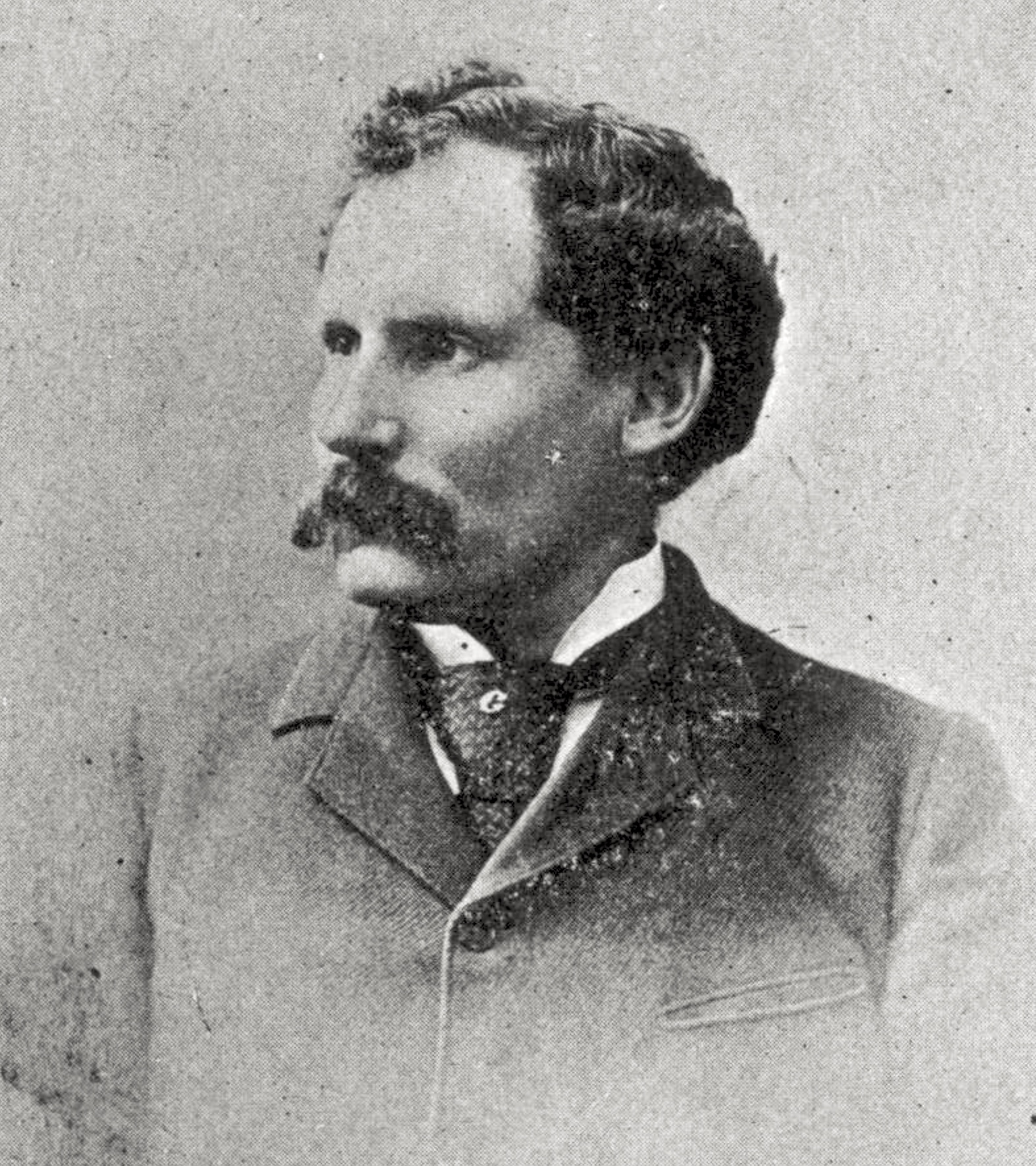
Elisha Scott Loomis

Elisha Scott Loomis (* 18. September 1852 in Wadsworth, Medina County,  Ohio; † 11. Dezember 1940) war ein US-amerikanischer Mathematiker.

## Leben
Loomis wurde in einer Log Cabin geboren, verlor seinen Vater mit 12 Jahren und musste danach seiner Mutter helfen, für seine sieben jüngeren Geschwister zu sorgen, und arbeitete in den Sommermonaten als Landarbeiter, während er im Winter die Schule besuchte. Da die Schule seine Neigung zur Mathematik nicht befriedigen konnte, lernte er im Selbststudium aus einem Algebra-Lehrbuch von Joseph Ray (Elementary Algebra, Cincinnati 1850), das eigentlich für Lehrer bestimmt war. Ab 1873 studierte er im Winter Mathematik an der Baldwin University in Berea (Ohio) in Ohio, während er im Sommer als Lehrer arbeitete. Er konnte genug Geld sparen, um 1876 seine Mutter und seine Brüder in einem eigenen Haus in Shreve (Ohio) unterzubringen. 1886 erhielt er den Bachelor-Abschluss an der Baldwin University bei Aaron Schuyler und studierte dann an der Wooster University in Ohio mit dem Master-Abschluss 1888 und der Promotion 1900 zu einem philosophischen Thema (Theism the Result of Completed Investigation). Er hatte außerdem in Berea Bauingenieurwesen studiert (und arbeitete eine Zeit dort als Bauingenieur des Dorfes) und später Jura an der Cleveland Law School mit einem Bachelor of Laws (LL.B.) als Abschluss.
Von 1880 bis 1885 war er zunächst Schulleiter der Burbank Academy in Burbank (Ohio), und danach an der Richfield Township High School in Summit County (Ohio).  1885 wurde er der Nachfolger seines Lehrers Aaron Schuyler als Mathematikprofessor an der Baldwin University. Ab 1895 war er Leiter der Mathematikabteilung an der West High School in Cleveland (Ohio), was er bis 1924 blieb. Er schätzte später, dass er in seinen fünfzig Jahren als Lehrer rund 4000 Schüler unterrichtete und die Bezeichnung Lehrer höher als alle anderen Auszeichnungen schätzte.
Loomis ist bekannt für seine zuerst 1927 veröffentlichte Sammlung von 230 und in der zweiten Auflage rund 370 Beweisen des Satzes von Pythagoras, die in 2. Auflage 1940 kurz vor seinem Tod erschien. Die Angabe der Anzahl der Beweise schwankt etwas, da sie zum Teil nur Varianten voneinander waren und einige falsch. Mario Gerwig spricht in einer überarbeiteten deutschen Ausgabe des Werks von über 360 Beweisen. Er klassifizierte die Beweise in algebraische und geometrische mit vielen Überschneidungen und einer weiteren Feinaufteilung.
Aufgeführt werden auch die Urheber der Beweise oder die Personen, denen sie zugeschrieben wurden, zum Beispiel neben den beiden Beweisen von Euklid, Bhaskara II., an-Nairizi, Leonardo da Vinci, Leonardo von Pisa, Gottfried Wilhelm Leibniz, Christiaan Huygens, Jacob de Gelder, Beweise mit der Flächenformel von Pappus und dem Satz des Heron, der besonders einfache Spezialfall des gleichschenkligen rechtwinkligen Dreiecks (der die Lösung des Problems der Quadratverdopplung führt, ein Thema im Dialog Menon von Platon), Beweise für den Fall ähnlicher Polygonen über den Dreiecksseiten statt Quadraten, der Beweis der sechzehnjährigen Schülerin Ann Condit und des achtzehnjährigen Schülers Joseph Zelson und der Beweis des US-Präsidenten James Garfield.
Die Basis für seine Sammlung bildete die seit ihrer Gründung 1894 bis 1901 im American Mathematical Monthly erschienenen rund 100 Beweise des Satzes. Weitere von ihm benutzte ältere Quellen waren zum Beispiel Johann Joseph Ignaz von Hoffmann, Jury Wipper, Jan Versluys (1845–1920).
Loomis schrieb auch eine Reihe von Mathematik-Schulbüchern wie Original Investigation; or How to Attack an Exercise in Geometry (Columbus, Ohio, 1901).
Er gehörte zunächst den Presbyterianern an, wechselte später zu den Methodisten und war auch Freimaurer (sein Buch über die Beweise des Satzes von Pythagoras erschien zuerst in einem Freimaurer-Verlag). Er veröffentlichte Genealogien der Familie seines Vaters, eines Nachkommen von Joseph Loomis, der 1639 aus England einwanderte, als auch seiner Mutter, einer geborenen Oberholtzer und von Pennsylvania-deutschem Ursprung.
Um 1886 heiratete er die Lehrerin Letitia Shire, mit der er einen Sohn und eine Tochter hatte.

## Schriften
- The Pythagorean Proposition. Its proofs analyzed and classified and bibliography of sources for data of the four kins of proofs, Cleveland, Masters and Wardens Association of the 22nd Masonic District of the Most Worshipful Grand Lodge of Free and Accepted Masons of Ohio, 1927, 2. Auflage 1940, Nachdruck National Council of Teachers of Mathematics, Washington D.C. 1968